# Schlierbach (Lucerne)
Pour les articles homonymes, voir Schlierbach.
Schlierbach est une commune suisse du canton de Lucerne, située dans l'arrondissement électoral de Sursee.